# Evangelischer Friedhof Böllberg

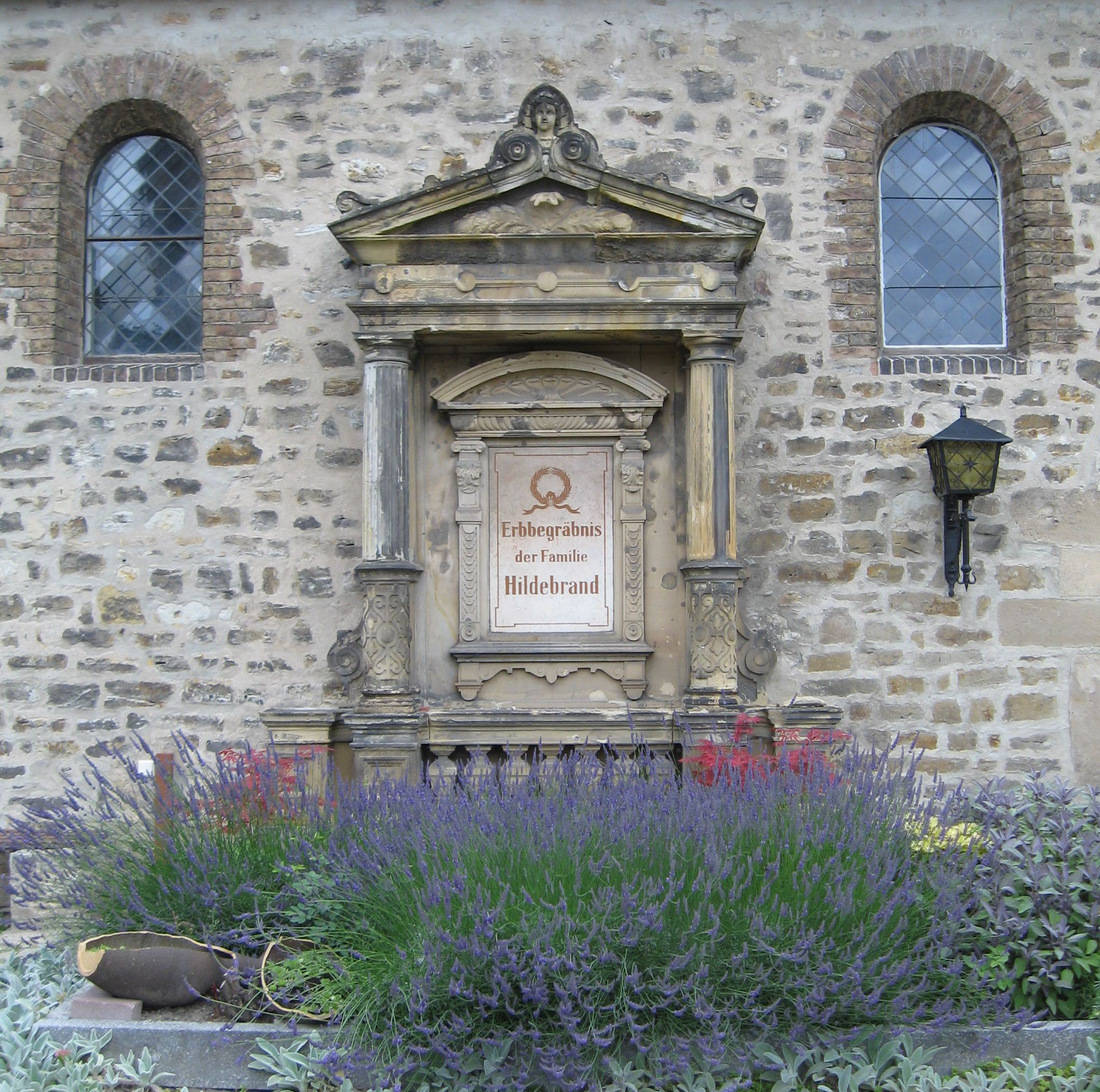
Grabmal der Familie Hildebrand

Der Friedhof Böllberg ist ein evangelischer Friedhof in Halle (Saale). Er umfasst eine Fläche von rund 0,13 Hektar mit ca. 250 Grabstellen und gehört zur Ende des 12. Jahrhunderts errichteten Kirche St. Nikolaus (Böllberg).
In der Nähe des Eingangs zur Kirche befindet sich das Grabmal der Familie Hildebrand, das 1875 entstand. Die Familie war zeitweise Eigentümer der Böllberger Mühle und damit auch Patron der Kirche. An der Kirche befindet sich eine Gedenktafel für die Gefallenen des Ersten Weltkrieges.